# The Photo-Secession
The Photo-Secession war ein Rundschreiben des photographischen Vereins Photo-Secession, das vom Vereinsgründer Alfred Stieglitz verfasst wurde.
Die erste Ausgabe erschien im Dezember 1902 und somit vor der Gründung der Camera Work, die zur vornehmlich der Veröffentlichung der Arbeiten der Vereinsmitglieder diente, obschon der Name Photo-Secession bei der Camera Work nie im Titel geführt wurde und die Vereinsmitglieder im Gegensatz zum Rundschreiben die Zeitschrift zusätzlich abonnieren mussten. Insgesamt erschien das unbebilderte Schreiben sieben Mal mit variierendem Umfang. Die letzte Ausgabe nach einer mehr als vier Jahre dauernden Pause erschien im Juni 1909.
Seinem Aussehen wurde viel Sorgfalt gewidmet und es kann dem Arts-and-Crafts-Stil zugeordnet werden. Gedruckt wurde es wie auch die Camera Work von der New Yorker Druckerei Fleming and Carnrick.
Inhaltlich wurden in der ersten Ausgabe die Ziele des Vereins, seine piktorialistische Ausrichtung und dessen Mittel und Struktur beschrieben.

“The object of the Photo-Secession is:
To advance photography as applied to pictorial expression;
To draw together those Americans practicing or otherwise interested in the art, and
To hold from time to time, at varying places, exhibitions not necessarily limited to the production of the Photo-Secessionists or to American work.”

„Das Ziel der Photo-Secession besteht darin:
die Photographie als Mittel des piktorialistischen Stils zu fördern;
das Zusammenkommen von Amerikanern, die selbst photographieren oder anderweitig an dieser Kunst interessiert sind, zu ermöglichen, sowie
die Ausstellung von Zeit zu Zeit, an unterschiedlichen Orten von photographischen Werken, die nicht unbedingt von Photo-Secessionisten oder Amerikanern gefertigt sein müssen.“

Auch enthielt eine jede Ausgabe eine Liste der aktuellen Mitglieder des Council, der Fellows sowie der Associates. In drei Ausgaben lieferte Stieglitz finanzielle Berichte. Während andere Vereine der Zeit viel Wert auf soziale Aktivitäten und Zusammenkünfte legten, hielt Stieglitz dies für nebensächlich und somit auch kaum für berichtenswert. Zwei Berichte über angeblich monatlich stattfindenden dinners bilden eine Ausnahme. Das Hauptaugenmerk des Rundschreibens lag auf den in- und ausländischen Photo-Secession-Ausstellungen.